# DeWitt-Seitz Building
El DeWitt–Seitz Building es un edificio comercial histórico en el barrio de Canal Park de la ciudad de Duluth, situada al norte del estado de Minnesota (Estados Unidos). El edificio de ocho plantas fue construido en 1909 para el DeWitt-Seitz Company, un vendedor de  muebles y fabricante de colchones. Fue incluido en el Registro Nacional de Lugares Históricos por su importancia local en los temas de arquitectura, comercio e industria. Fue nominado por su estatus como un raro ejemplo sobreviviente de las fábricas de manufactura y trabajo que alguna vez poblaron el paseo marítimo de Duluth a principios del siglo XX, y por su arquitectura ejemplar de la Escuela de Chicago.
En 1985, el edificio se convirtió en DeWitt–Seitz Marketplace, un edificio comercial de uso mixto con tiendas y restaurantes en los pisos inferiores y espacios de oficinas en la parte superior.

## Historia
El edificio fue diseñado en 1909 en el estilo de la escuela de Chicago popularizado por Louis Sullivan. Su inquilino original, DeWitt-Seitz Company, era una de las muchas empresas de empleo fundadas en la ciudad portuaria de Duluth, que compraba productos a fabricantes del este de Estados Unidos y Canadá y los vendía a los crecientes mercados del interior del Oeste. Al igual que muchas de sus casas compañeras de trabajo agrupadas cerca del Canal de Navegación de Duluth, DeWitt-Seitz se expandió para fabricar sus propios productos, en su caso colchones. En la década de 1930, el empleo de Duluth declinó rápidamente ante el aumento de la competencia, los cambios del mercado y la Gran Depresión. La empresa DeWitt–Seitz comenzó a centrarse principalmente en la producción y venta de colchones, bajo la marca Sanomade.
Sam F. Atkins la compró en 1961 y la rebautizó The Happy Sleeper. En 1983, el negocio de colchones se trasladó a Eau Claire, en el estado de Wisconsin, y el hijo de Atkins comenzó a renovar el antiguo edificio como un espacio comercial y de oficinas. Renombrado como DeWitt-Seitz Marketplace, se inauguró en mayo de 1985. Tres de los primeros inquilinos, Blue Heron Trading Company, Art Dock y J-Skylark, continúan operando en el edificio a 2019.
Un nuevo propietario se hizo cargo del inmueble en 2000, agregó más espacios de oficinas en los pisos superiores y restauró el exterior en 2007.

## Galería

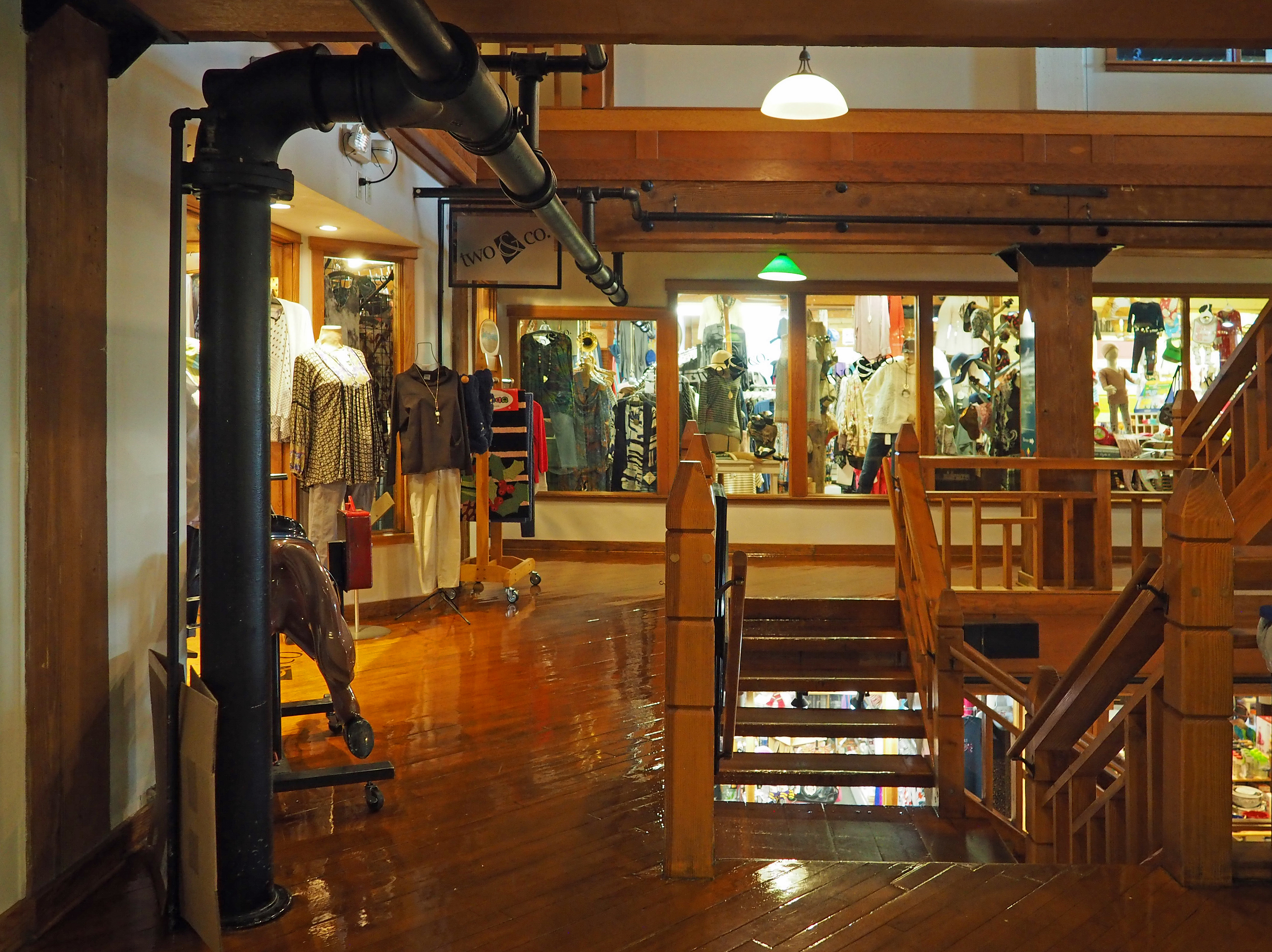
Interior del DeWitt–Seitz Building, adaptado para uso comercial mixto
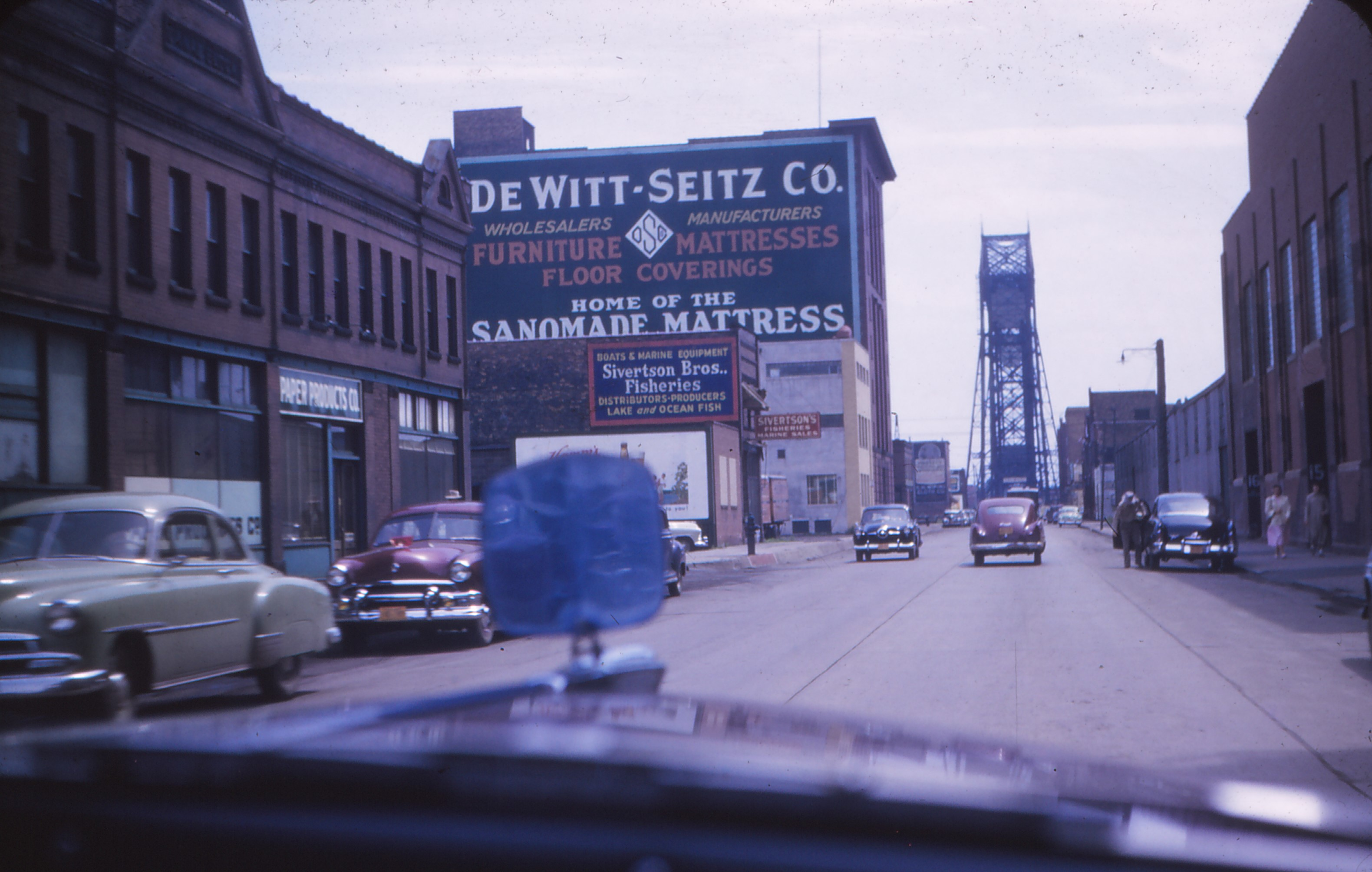
El Dewitt-Seitz Building desde Lake Street en 1952